# Narail (district)
Narail est un district du Bangladesh. Il est situé dans la division de Khulna. La ville principale est Narail.

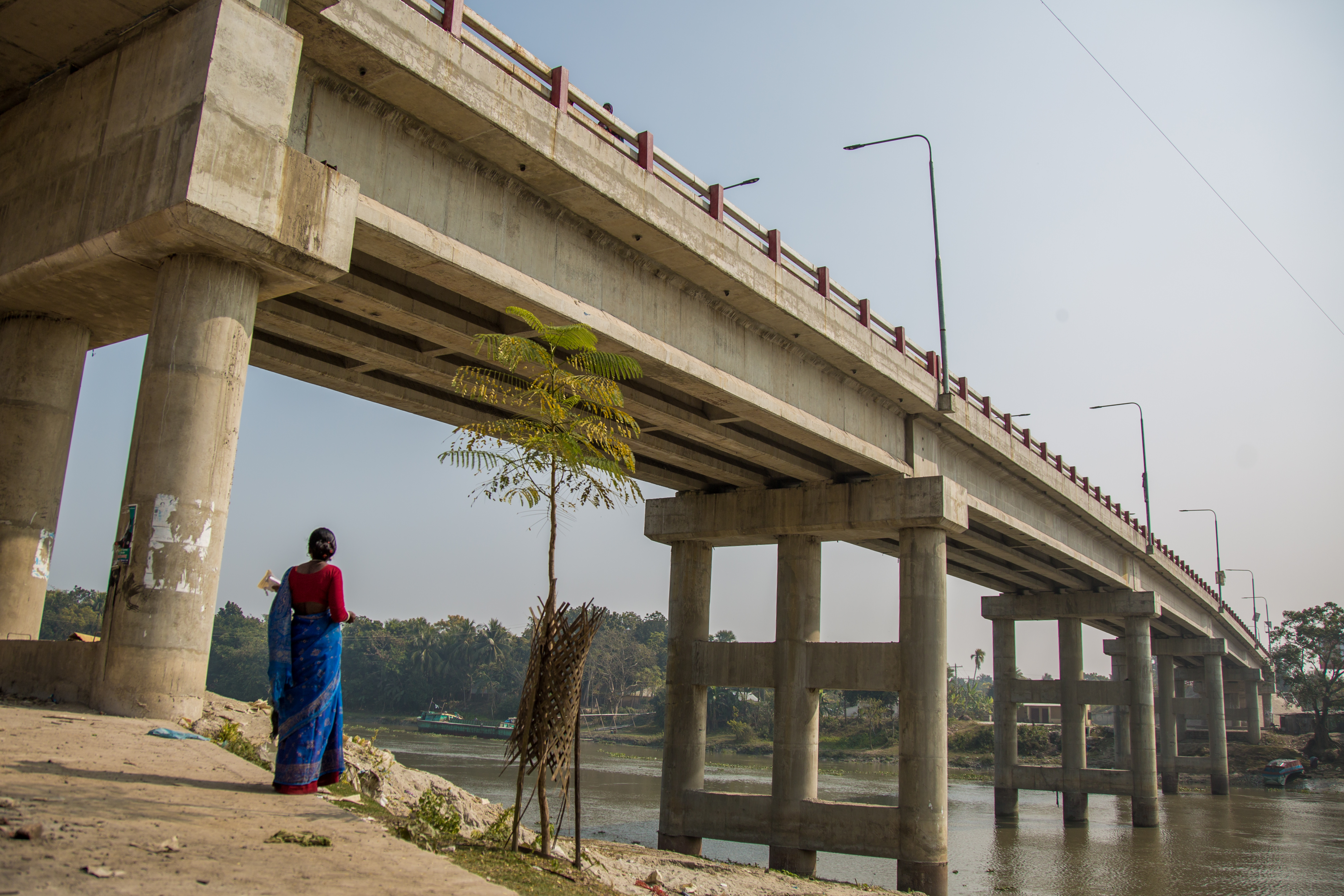
Pont Cheikh Russel